# Парк Ёёги
Парк Ёёги, также Йоёги (яп. 代々木公園 ёёги ко:эн) — один из крупнейших парков Токио, расположен вблизи станции Харадзюку и храма Мэйдзи в специальном районе Сибуя.
19 декабря 1910 года здесь был проведен первый успешный полет самолёта в Японии. После этого в парке армия проводит парады. Во время оккупации после Второй мировой войны парк был местом расположения казарм Вашингтон Хайтс (англ. Washington Heights) для офицеров США. К началу летних Олимпийских игр 1964 года в парке был построен Национальный стадион Ёёги.
В настоящее время парк является популярным местом, особенно по воскресеньям, когда люди здесь собираются для того, чтобы играть, слушать музыку, практиковать боевые искусства и т. д. В парке есть велосипедная дорожка, баскетбольная площадка и прокат велосипедов.
Япония, получившая право на проведение летней Олимпиады 2020 предусматривает строительство новых объектов на территории парка. В планах построить новое футбольное поле и площадку.
В парке Ёёги также имеется огороженная территория для собак, одно из немногих мест в Токио, где собаки могут находиться без поводка. Причём эта территория делится на три части, для разных собак — своя территория (деление по породам и размерам).